# Marechiaro
Marechiaro és un petit raval del barri de Posillipo, a la ciutat de Nàpols (estat italià).

## Història
En el passat el raval, construït al voltant de l'actual Via Marechiaro, prenia el nom de l'església de Santa Maria del Far. El nom Marechiaro no es deu, com comunament es creu, a la transparència de les aigües de la mar de Posillipo, sinó a la seua quietud. Ja en alguns documents medievals es parla de mare planum, traduït al napolità com mare chianu, del qual deriva l'actual Marechiaro.
En els anys 1960 esdevingué un dels símbols de la dolce vita a Itàlia, famós pels turistes hollywoodians, els seus restaurants típics apuntats a la preciosa vista del golf de Nàpols i pel seu Scoglione (gran escull).
Des de Marechiaro, a més a més, es pot gaudir d'una vista panoràmica de tota la ciutat de Nàpols, del Vesuvi, de la península sorrentina i de l'illa de Capri, que és davant de la petita platja del raval.
El particular que més ha contribuït a la mitificació de Marechiaro és la Fenestella (que en napolità significa 'finestreta'). Diu la llegenda que el poeta i escriptor napolità Salvatore di Giacomo, en veure una petita finestra que tenia a l'ampit un clavell, va tenir la inspiració d'escriure una de les cançons napolitanes més conegudes: Marechiare. La finestra encara existeix i sempre té un clavell fresc a l'ampit, a més d'una placa de marbre blanc amb la partitura de la cançó i el nom de l'autor gravats.
L'Arxiu de la Cançó Napolitana testimonia l'existència de gairebé dues-cents cançons clàssiques dedicades al raval de Marechiaro, o que només l'anomenen, i una gran nombre de poemes.

## Galeria d'imatges

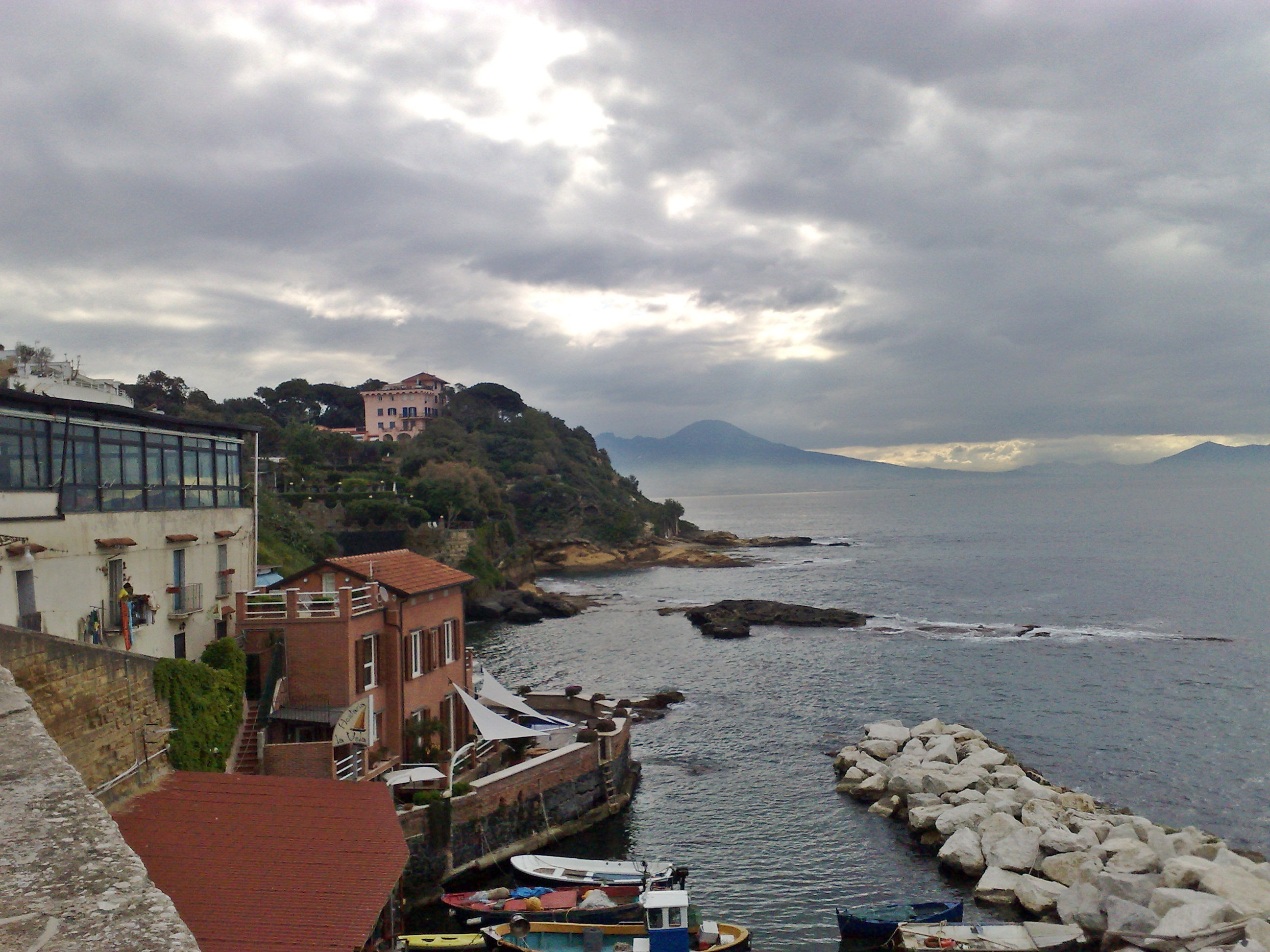
Vista de Marechiaro
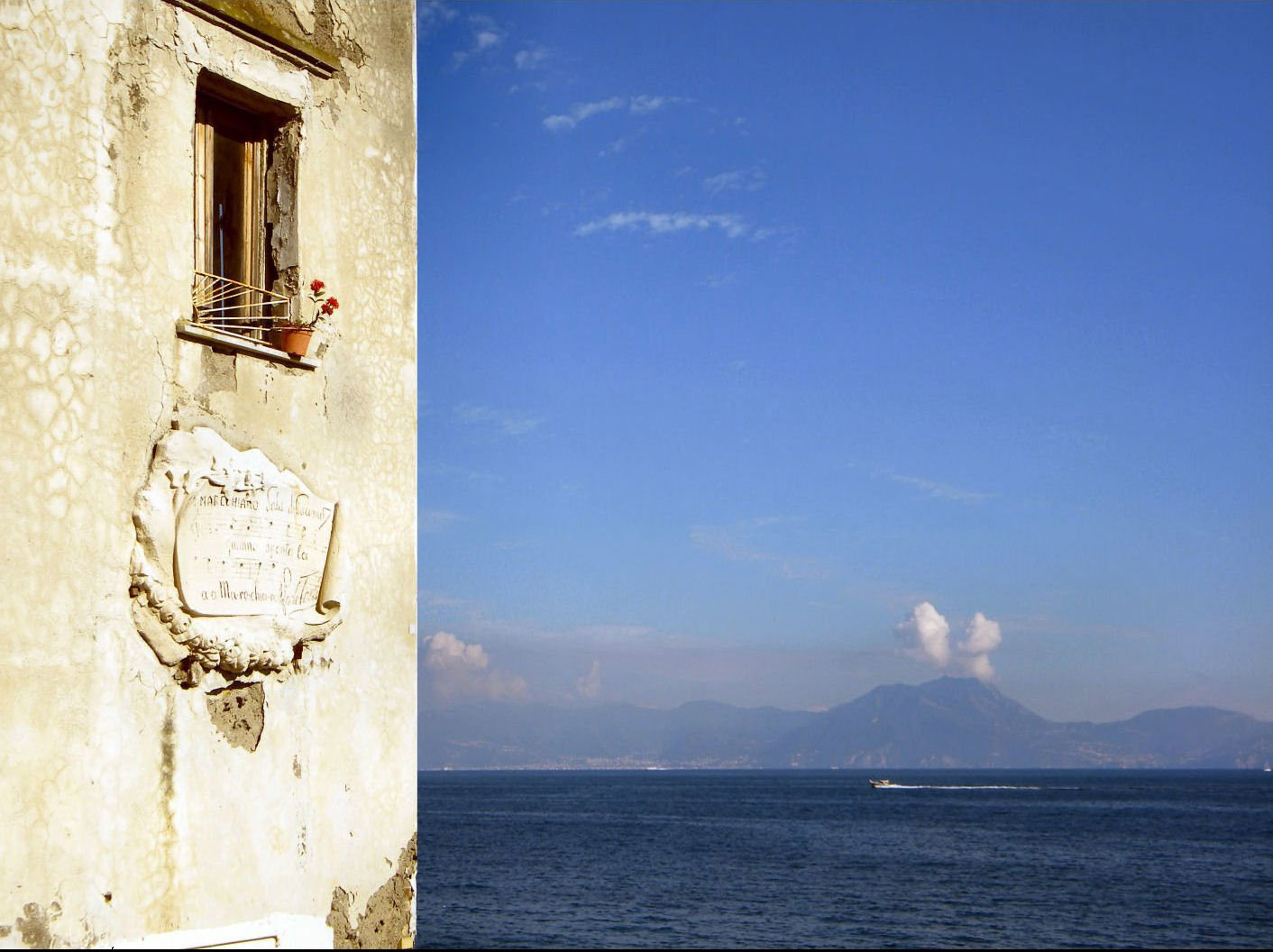
La famosa Fenestella